# 1983 год
1983 (ты́сяча девятьсо́т во́семьдесят тре́тий) год  по григорианскому календарю — невисокосный год, начинающийся в субботу. Это 1983 год нашей эры, 3‑й год 9‑го десятилетия XX века 2‑го тысячелетия, 4‑й год 1980‑х годов. Он закончился 42 года назад.
| Пн | Вт | Ср | Чт | Пт | Сб | Вс |
|    |    |    |    |    | 1  | 2  |
| 3  | 4  | 5  | 6  | 7  | 8  | 9  |
| 10 | 11 | 12 | 13 | 14 | 15 | 16 |
| 17 | 18 | 19 | 20 | 21 | 22 | 23 |
| 24 | 25 | 26 | 27 | 28 | 29 | 30 |
| 31 |    |    |    |    |    |    |

| Пн | Вт | Ср | Чт | Пт | Сб | Вс |
|    | 1  | 2  | 3  | 4  | 5  | 6  |
| 7  | 8  | 9  | 10 | 11 | 12 | 13 |
| 14 | 15 | 16 | 17 | 18 | 19 | 20 |
| 21 | 22 | 23 | 24 | 25 | 26 | 27 |
| 28 |    |    |    |    |    |    |

| Пн | Вт | Ср | Чт | Пт | Сб | Вс |
|    | 1  | 2  | 3  | 4  | 5  | 6  |
| 7  | 8  | 9  | 10 | 11 | 12 | 13 |
| 14 | 15 | 16 | 17 | 18 | 19 | 20 |
| 21 | 22 | 23 | 24 | 25 | 26 | 27 |
| 28 | 29 | 30 | 31 |    |    |    |

| Пн | Вт | Ср | Чт | Пт | Сб | Вс |
|    |    |    |    | 1  | 2  | 3  |
| 4  | 5  | 6  | 7  | 8  | 9  | 10 |
| 11 | 12 | 13 | 14 | 15 | 16 | 17 |
| 18 | 19 | 20 | 21 | 22 | 23 | 24 |
| 25 | 26 | 27 | 28 | 29 | 30 |    |

| Пн | Вт | Ср | Чт | Пт | Сб | Вс |
|    |    |    |    |    |    | 1  |
| 2  | 3  | 4  | 5  | 6  | 7  | 8  |
| 9  | 10 | 11 | 12 | 13 | 14 | 15 |
| 16 | 17 | 18 | 19 | 20 | 21 | 22 |
| 23 | 24 | 25 | 26 | 27 | 28 | 29 |
| 30 | 31 |    |    |    |    |    |

| Пн | Вт | Ср | Чт | Пт | Сб | Вс |
|    |    | 1  | 2  | 3  | 4  | 5  |
| 6  | 7  | 8  | 9  | 10 | 11 | 12 |
| 13 | 14 | 15 | 16 | 17 | 18 | 19 |
| 20 | 21 | 22 | 23 | 24 | 25 | 26 |
| 27 | 28 | 29 | 30 |    |    |    |

| Пн | Вт | Ср | Чт | Пт | Сб | Вс |
|    |    |    |    | 1  | 2  | 3  |
| 4  | 5  | 6  | 7  | 8  | 9  | 10 |
| 11 | 12 | 13 | 14 | 15 | 16 | 17 |
| 18 | 19 | 20 | 21 | 22 | 23 | 24 |
| 25 | 26 | 27 | 28 | 29 | 30 | 31 |

| Пн | Вт | Ср | Чт | Пт | Сб | Вс |
| 1  | 2  | 3  | 4  | 5  | 6  | 7  |
| 8  | 9  | 10 | 11 | 12 | 13 | 14 |
| 15 | 16 | 17 | 18 | 19 | 20 | 21 |
| 22 | 23 | 24 | 25 | 26 | 27 | 28 |
| 29 | 30 | 31 |    |    |    |    |

| Пн | Вт | Ср | Чт | Пт | Сб | Вс |
|    |    |    | 1  | 2  | 3  | 4  |
| 5  | 6  | 7  | 8  | 9  | 10 | 11 |
| 12 | 13 | 14 | 15 | 16 | 17 | 18 |
| 19 | 20 | 21 | 22 | 23 | 24 | 25 |
| 26 | 27 | 28 | 29 | 30 |    |    |

| Пн | Вт | Ср | Чт | Пт | Сб | Вс |
|    |    |    |    |    | 1  | 2  |
| 3  | 4  | 5  | 6  | 7  | 8  | 9  |
| 10 | 11 | 12 | 13 | 14 | 15 | 16 |
| 17 | 18 | 19 | 20 | 21 | 22 | 23 |
| 24 | 25 | 26 | 27 | 28 | 29 | 30 |
| 31 |    |    |    |    |    |    |

| Пн | Вт | Ср | Чт | Пт | Сб | Вс |
|    | 1  | 2  | 3  | 4  | 5  | 6  |
| 7  | 8  | 9  | 10 | 11 | 12 | 13 |
| 14 | 15 | 16 | 17 | 18 | 19 | 20 |
| 21 | 22 | 23 | 24 | 25 | 26 | 27 |
| 28 | 29 | 30 |    |    |    |    |

| Пн | Вт | Ср | Чт | Пт | Сб | Вс |
|    |    |    | 1  | 2  | 3  | 4  |
| 5  | 6  | 7  | 8  | 9  | 10 | 11 |
| 12 | 13 | 14 | 15 | 16 | 17 | 18 |
| 19 | 20 | 21 | 22 | 23 | 24 | 25 |
| 26 | 27 | 28 | 29 | 30 | 31 |    |

ООН объявила 1983 год «Годом международных связей».

## События

### Январь
- 1 января — ARPANET меняет основной сетевой протокол с NCP на TCP/IP, что привело к появлению современного интернета.
- 2 января
  - Открылся метрополитен Каракаса (Венесуэла).
  - На Центральном телевидении СССР в праздничной программе «Аттракцион» состоялась премьера песни Аллы Пугачёвой «Миллион роз», ставшей одной из самых популярных песен СССР 1980-х годов.
- 3 января — на острове Гавайи началось извержение вулкана Килауэа, продолжавшееся до 2018 года[1].
- 8—9 января — встреча министров иностранных дел Венесуэлы, Колумбии, Мексики и Панамы, положившая начало процессу урегулирования положения в Центральной Америке.
- 12 января — обрушение здания общежития в Кургане.
- 17 января — правительство Нигерии отдало распоряжение о высылке из страны двух миллионов незаконных иммигрантов.
- 18 января
  - Подписано распоряжение о размещении американских ракет «Першинг» в Западной Европе.
  - Группа из десяти промышленно развитых стран пришла к соглашению об увеличении фондов Отдела заимствований Международного валютного фонда с 7,1 до 19 миллиардов долларов.
- 19 января
  - Компания Apple выпустила персональный компьютер Apple Lisa.
  - ЮАР снова ввела прямое правление в Юго-Западной Африке (современная Намибия).
- 22 января — Бьорн Борг ушёл из большого тенниса после 5 выигранных подряд Уимблдонских турниров.
- 24 января — 25 членов «Красных бригад» приговорены к пожизненному заключению за убийство итальянского политика Альдо Моро.
- 25 января — в Боливии арестован и вскоре выдан Франции нацистский военный преступник Клаус Барби.
- 26 января — в Великобритании пролились красные дожди, вызванные песком, принесённым из пустыни Сахара[источник не указан 2687 дней].
- 28 января — при взрыве метановоздушной смеси на шахте имени 50-летия Октябрьской революции близ Караганды погиб 31 шахтёр[2]

### Февраль
- 3 февраля — премьер-министр Австралии Малколм Фрейзер объявил о роспуске обеих палат парламента и проведении досрочных выборов 5 марта 1983 года.
- 6 февраля — на президентских выборах в Парагвае в очередной раз победил президент А. Стресснер (90,1 % голосов).
- 8 февраля — комиссия Кахана по расследованию обстоятельств «резни в Сабре и Шатиле» возложила косвенную ответственность за случившееся на высших политических и военных руководителей Израиля и рекомендовала уволить с поста министра обороны Ариэля Шарона (11 февраля Шарон подал в отставку).
- 10 февраля — в Вашингтоне подписано новое соглашение о военном сотрудничестве между США и Канадой, которое предусматривало возможность проведения на канадской территории испытаний новых видов американского оружия, в том числе крылатых ракет[3].
- 13 февраля
  - Президентом Кипра переизбран Спирос Киприану, получивший 56,5 % голосов.
  - Во время пожара в кинотеатре в Турине погибло 64 человека.
- 15 февраля — Гражданская война в Ливане: отряды милиции христианских фалангистов покинули Бейрут, давая ливанскому правительству возможность установить контроль над ситуацией в городе.
- 16 февраля — в «Пепельную среду» пожары в австралийских штатах Виктория и Южная Австралия унесли жизни 76 человек.
- 17 февраля — президентом Кирибати переизбран Иеремиа Табаи, получивший 49,6 % голосов.
- 18 февраля
  - В Индии во время парламентских выборов в штате Ассам произошли жестокие столкновения, в результате которых, по официальному сообщению, погибли более 2000 человек[4].
  - «Резня Ва-Ми[англ.]»: во время попытки ограбления в Сиэтле (США) было убито 13 человек[5].
- 19 февраля — в результате железнодорожной катастрофы в Мексике погибло около 400 человек[6].
- 24 февраля — специальная комиссия Конгресса США опубликовала отчёт, в котором осудила практику интернирования японцев во время Второй мировой войны.
- 26 февраля — премьер-министром Суринама назначен Эррол Алибюкс.
- 27 февраля — на всеобщих выборах в Сенегале победили действующий президент Абду Диуф (83,5 % голосов) и правящая социалистическая партия (79,9 % и 111 из 120 мест в парламенте).

### Март
- 1 марта
  - Балеарские острова и Мадрид стали автономными коммунами Испании.
  - Выпущены первые часы Swatch.
- 5 марта — на парламентских выборах в Австралии победила лейбористская партия, получившая 49,5 % голосов и 75 из 125 мест в парламенте, 11 марта премьер-министром стал её лидер Роберт Хоук.
- 6 марта — на парламентских выборах в ФРГ победил блок ХДС/ХСС, получивший 48,8 % голосов и 255 из 520 мест в бундестаге, федеральным канцлером остался Гельмут Коль.
- 7 марта — четверо угонщиков захватили пассажирский самолёт Ан-24Б компании Balkan Bulgarian Airlines и потребовали лететь в Вену. Экипаж совершил посадку в Варне, где самолёт был взят штурмом, в ходе которого один из захватчиков был убит, а бортпроводница получила ранения.
- 8 марта
  - IBM выпустила персональный компьютер IBM PC/XT.
  - Президент США Рональд Рейган в своём выступлении перед Национальной ассоциацией евангелистов США назвал СССР «империей зла».
- 10 марта — президент США Рональд Рейган объявил об установлении «исключительной экономической зоны» шириной 200 морских миль вдоль побережья США, в пределах которой они будут полными хозяевами живых и минеральных ресурсов[7].
- 14 марта — Организация стран-экспортёров нефти (ОПЕК) впервые согласилась снизить цены на сырую нефть. Цены на высококачественную нефть из Саудовской Аравии резко упали — с 34 до 19 долларов за баррель[7].
- 20-21 марта — парламентские выборы в Финляндии. Правящая социал-демократическая партия получила 26,7 % голосов и 57 из 200 мест в парламенте. Премьер-министром остался Калеви Сорса.
- 21 марта — столица Кот-д’Ивуара официально перенесена из Абиджана в Ямусукро.
- 22 марта — президентом Израиля избран Хаим Герцог.
- 23 марта
  - Запущен «Астрон», советский космический ультрафиолетовый телескоп.
  - СОИ: президент США Рональд Рейган выдвинул предложение разработать космическую технологию перехвата ракет противника. СМИ назвали этот план «звёздными войнами».
- 25 марта — на юбилейном шоу Motown 25: Yesterday, Today, Forever Майкл Джексон впервые продемонстрировал свою знаменитую «лунную походку».
- 29 марта — Катастрофа Let L-410 в Поти.
- 31 марта
  - В окрестностях города Попаян (Колумбия) произошло землетрясение магнитудой 5.5. Погибло 267 человек, ущерб составил около 500 млн долларов США.
  - Президент США Рональд Рейган приостановил поставки истребителей F-16 Израилю до тех пор, пока из Ливана не будут полностью выведены израильские войска.

### Апрель
- 1 апреля — в СССР создан Антисионистский комитет советской общественности.
- 4 апреля — 6-й старт по программе «Спейс Шаттл». Первый полёт шаттла «Челленджер». Экипаж — Пол Вейтц, Кэрол Бобко, Стори Масгрейв и Дональд Питерсон. Впервые в истории программы «Спейс Шаттл» совершён выход в открытый космос (продолжительностью 4 часа 10 минут).
- 7 апреля — 55-я церемония вручения кинопремии Оскар. Лучшим фильмом стал «Ганди».
- 10 апреля
  - Американский план мирного урегулирования на Ближнем Востоке терпит крах после того, как мирные переговоры покидают представители Иордании.
  - В результате крушения вертолёта Ми-8 близ г. Ангрен (Узбекская ССР) погибли 8 человек[8].
  - Последний раз в истории прошла гонка «Формулы-1», не входившая в зачёт чемпионата мира — Гонка чемпионов 1983 года[англ.].
- 12 апреля — впервые мэром Чикаго избран афроамериканец — Гарольд Вашингтон.
- 15 апреля — открыт первый Диснейленд за пределами США (в Токио).
- 18 апреля
  - На парламентских выборах в Таиланде первое место заняла Партия социального действия, получившая 26,8 % и 92 места из 324 в палате представителей, Тайская народная партия — 23,8 % и 73 места, демократическая партия — 15,6 % и 56 мест.
  - Взрыв в посольстве США в Бейруте. Погибли 63 человека.
- 19 апреля — Катастрофа Як-40 под Ленинаканом.
- 20-22 апреля — пилотируемый полёт советского космического корабля «Союз Т-8». Экипаж — В. Г. Титов, Г. М. Стрекалов, А. А. Серебров.
- 21 апреля — в Великобритании на смену однофунтовым банкнотам приходят однофунтовые монеты.
- 23 апреля
  - На парламентских выборах в Исландии правящая Партия независимости получила 38,7 % голосов и 15 из 40 мест в альтинге. Однако правительство сформировал блок оппозиционных партий.
  - На конкурсе «Евровидение 1983» победила французская певица Корин Эрме, представлявшая Люксембург, с песней Si la vie est cadeau.
- 24 апреля
  - На выборах в Австрии правящая с 1970 года социалистическая партия (СПА) получила 47,7 % голосов и 90 мест из 183 в Национальном совете, оппозиционная Народная партия — 43,2 % и 81 место. Многолетний глава правительства Бруно Крайский (СПА) ушёл в отставку со всех постов.
  - Военное правительство Турции дало разрешение на создание в стране политических партий, но оставило в силе запрет на деятельность 150 ведущих политиков.
- 25 апреля
  - Американская школьница Саманта Смит получила официальное приглашение от советского лидера Юрия Андропова посетить СССР, после того как он прочёл её письмо, в котором она выражала свои опасения по поводу возможности ядерной войны.
  - На парламентских выборах в Португалии победила социалистическая партия, получившая 36,1 % голосов и 101 место из 250 в Ассамблее Республики. Коалиционное правительство главы СП Мариу Суареша было сформировано с участием правоцентристской социал-демократической партии (2-е место, 27,2 % и 75 мест).

### Май
- 4 мая
  - Власти Ирана объявили о запрете деятельности Народной партии (Туде) (коммунистической ориентации) и одновременно выслали из страны 18 советских дипломатов.
  - Президент США Р. Рейган заявил о поддержке никарагуанских «контрас» в их борьбе за свержение сандинистского правительства.
- 5 мая — самолёт авиакомпании CAAC (КНР) захвачен в полёте и посажен на военной базе США в Южной Корее. Инцидент стал фактическим началом контактов между Южной Кореей и КНР, позднее были установлены дипломатические отношения между ними.
- 6 мая
  - Западногерманский журнал «Штерн» опубликовал сенсационные «Дневники Гитлера» (позже выяснилось, что это фальшивка).
  - Катастрофа Ан-26 под Ключами (Камчатская область), 35 погибших.
- 15 мая — председателем Президиума СФРЮ на очередной годичный срок избран Мика Шпиляк.
- 16 мая — лондонская полиция начала использовать колёсные зажимы для автомобилей припаркованных в неположенных местах[источник не указан 2687 дней].
- 17 мая — Ливан, Израиль и США подписали соглашение о выводе израильских войск из Ливана[9].
- 18 мая — новым федеральным канцлером (главой правительства) Австрии стал Фред Зиновац, возглавивший правящую коалицию социалистов и Партии свободы.
- 22 мая — президентом Йемена переизбран Али Абдалла Салех.
- 25 мая — США объявили о согласии на продажу КНР высокотехнологичного оборудования.
- 26 мая
  - Премьер-министром Исландии стал Стейнгримюр Херманнссон.
  - Мощное землетрясение и цунами на севере Хонсю (Япония), погибло 104 человека, ранено 163.
- 29 мая — в условиях однопартийности в Камеруне прошли парламентские выборы.
- 30 мая — на парламентских выборах в Сан-Марино христианские демократы получили 42,1 % и 26 из 60 мест в парламенте, правящий левый блок — 32 места (коммунисты — 24,4 % и 15 мест, Социалистическая партия — 13,9 % и 9 мест, Объединённая социалистическая партия — 13,9 % и 8 мест).

### Июнь
- 2 июня — после аварийной посадки в аэропорту Цинциннати сгорел самолёт DC-9 компании Air Canada, погибли 23 из 46 человек на борту.
- 5 июня — на Волге под Ульяновском теплоход «Александр Суворов» врезался в пролёт моста, по которому в это время шёл товарный поезд. Погибли не менее 176 человек.
- 8 июня — после отрыва пропеллера двигателя самолёт Lockheed L-188C Electra авиакомпании Reeve Aleutian Airways совершил аварийную посадку в аэропорту Анкориджа на Аляске. Никто из находившихся на борту 15 человек не пострадал.
- 9 июня
  - На парламентских выборах в Великобритании победу одержали консерваторы во главе с Маргарет Тэтчер — 42,4 % голосов и 397 мест в парламенте (оппозиционная лейбористская партия — 27,6 % и 209 мест).
  - В Париже состоялась сессия Совета НАТО на уровне министров иностранных дел — первая сессия во Франции после объявления Шарлем де Голлем в 1966 году о выходе страны из военной организации НАТО.
- 13 июня — АМС «Пионер-10» стала первым искусственным объектом, покинувшим пределы солнечной системы.
- 14-15 июня — на июньском пленуме ЦК КПСС из состава ЦК выведены Н. А. Щёлоков (министр внутренних дел СССР) и С. Ф. Медунов (1-й секретарь Краснодарского краевого комитета КПСС).
- 16 июня
  - На восьмой сессии Верховного Совета СССР 10-го созыва Ю. В. Андропов избран Председателем Президиума Верховного Совета СССР.
  - Папа римский Иоанн Павел II прибыл с официальным визитом в Польшу, где провёл переговоры с В. Ярузельским и Л. Валенсой (19 июня польское правительство предостерегло церковь от вмешательства в политику).
  - Во Вьетнаме за нелегальное проникновение на территорию страны задержан американский военный корреспондент Корк Грэхэм. Освобождён 18 мая 1984 года[10].
- 17 июня — в СССР принят «Закон о трудовых коллективах и повышении их роли в управлении предприятиями, учреждениями, организациями»[11].
- 18 июня
  - На 1-й сессии Всекитайского собрания народных представителей 6-го созыва Председателем КНР избран Ли Сяньнянь, его заместителем — Уланьфу. Председателем Постоянного комитета ВСНП стал Пэн Чжэнь, председателем Центрального военного совета КНР — Дэн Сяопин, Премьером Госсовета — Чжао Цзыян[12].
  - 7-й старт по программе «Спейс Шаттл». Второй полёт шаттла «Челленджер». В составе экипажа — Роберт Криппен, Фредерик Хаук, Джон Фабиан, Салли Райд (первая американская женщина-астронавт). и Норман Тагард. Посадка 24 июня.
- 19 июня — в Париже состоялась антивоенная манифестация «Праздник мира», проведённая по инициативе группы «Призыв ста». В манифестации приняли участие около 500 тыс. человек[12].
- 23 июня — Пол Мокапетрис осуществил первый пробный запуск системы доменных имён DNS.
- 24 июня — Ясир Арафат выслан из Сирии. Сирийские войска заняли базы боевиков из ООП на территории Ливана.
- 26—27 июня — на парламентских выборах в Италии, христианские демократы получили 32,9 % и 225 из 630 мест в парламенте, коммунистическая партия — 29,9 % и 198 мест.
- 27 июня — запуск советского космического корабля «Союз Т-9». Экипаж — В. А. Ляхов, А. П. Александров — вернулся на Землю 23 ноября.
- 29—30 июня — в условиях однопартийности в Малави прошли парламентские выборы.
- 30 июня — Председателем Президиума ЦК Союза коммунистов Югославии на очередной годичный срок избран Драгослав Маркович.

### Июль
- 1 июля
  - Северокорейский самолёт Ил-62М, направлявшийся в Конакри (Гвинея), разбился в горах Фута Джаллон в Гвинее. Погибли 23 человека. Крупнейшая катастрофа в истории северокорейской авиации.
  - Запущен советский спутник «Прогноз-9»: начало эксперимента «РЕЛИКТ-1» по изучению реликтового излучения.
- 3 июля — в столицу Чада Нджамену на помощь правительству Х. Хабре прибыл первый контингент заирских войск, с 9 августа с этой же целью начали прибывать французские парашютные части[13].
- 7 июля — Саманта Смит прилетела в Советский Союз (см. 25 апреля).
- 11 июля — Катастрофа Boeing 737 под Куэнкой — крупнейшая в истории Эквадора (119 погибших).
- 12 июля — премьер-министром Непала назначен Л. Б. Чанд.
- 14 июля — Постановление Совета Министров СССР «О дополнительных мерах по расширению прав производственных объединений (предприятий) промышленности в планировании и хозяйственной деятельности и по усилению их ответственности за результаты работ», положившее начало широкомасштабному экономическому эксперименту по расширению хозяйственной самостоятельности предприятий.
- 16 июля
  - На островах Силли потерпел катастрофу вертолёт Sikorsky S-61, погибло 20 человек.
  - Комитет девяти государств Организации африканского единства призвал все иностранные государства воздержаться от вмешательства в гражданскую войну, которая началась в Чаде.
- 20 июля — правительство Польши объявило об окончании режима военного положения и амнистии политических заключённых.
- 21 июля
  - Зарегистрирована самая низкая температура на Земле за всю историю метеорологических наблюдений. На советской антарктической станции «Восток» термометр на метеоплощадке показал −89,2 °C.
  - На парламентских выборах на Маврикии партия Маврикийское боевое движение получила 45,6 % голосов и 22 из 70 мест в парламенте. Из-за особенностей распределения голосов занявшая второе место лейбористская партия, получила 41,7 % и 41 место в парламенте. Премьер-министр Анируд Джагнот, опирающийся на левоцентристский альянс МБД, ЛП и социал-демократической партии, сохранил свой пост.
  - Дайана Росс выступила с бесплатным концертом в Центральном парке Нью-Йорка перед аудиторией 800 000 человек. Из-за плохой погоды концерт был прерван, однако было обещано продолжить его на следующий день. Артисты и большинство зрителей вернулись на следующий день и концерт был продолжен.
- 22 июля — австралиец Дик Смит завершил своё одиночное кругосветное путешествие на вертолёте.
- 23 июля
  - «Планёр Гимли»: из-за отказа двигателей пассажирский самолёт Boeing 767-233 приземлился на военной базе Гимли, провинция Манитоба (Канада) при помощи планирования.
  - «Чёрный Июль», сепаратистское восстание на Шри-Ланке. В результате этого восстания погибло около тысячи тамилов и было уничтожено их имущество стоимостью несколько миллионов долларов. Эти события стали началом гражданской войны на острове.
  - Сильные дожди и оползень привели к человеческим жертвам в японской префектуре Симане (погибло 117 человек).
- 27 июля — террористы из Армянской революционной армии атаковали посольство Турции в Португалии, убив двух и ранив одного человека.

### Август

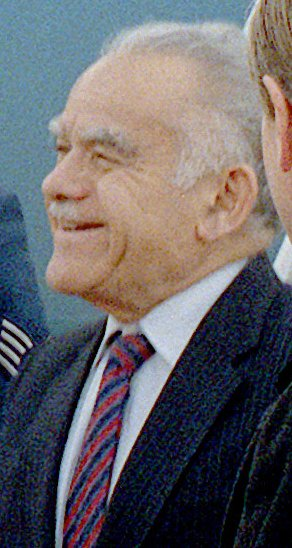
Ицхак Шамир

- 1 августа — Совет министров СССР принял постановление, которым была создана специальная Комиссия по руководству широкомасштабным экономическим экспериментом.
- 2 августа — ливийские самолёты нанесли бомбовый удар по городу Фая-Ларжо (Чад). В ответ 7 августа Франция отправила в Чад 500 десантников в качестве «военных инструкторов».
- 4 августа
  - Новым премьер-министром Италии стал социалист Беттино Кракси, возглавивший пятипартийное правительство[14].
  - Бескровный государственный переворот в Верхней Вольте, президентом страны стал Томас Санкара.
- 6 августа — на президентских выборах в Нигерии победил действующий президент Шеху Шагари, получивший 47,5 % голосов.
- 7 августа — на безальтернативных парламентских выборах на Сейшельских островах все места в парламенте получил правящий Прогрессивный фронт народа Сейшел.
- 8 августа — военный переворот в Гватемале. Власть перешла к генералу Оскару Мехиа.
- 11 августа — город Фая-Ларжо в Чаде захвачен ливийскими войсками. 19 августа в рамках оказания помощи президенту Чада Х. Хабре в страну прибыли ещё 3500 французских военнослужащих.
- 12 августа — президент Пакистана Зия-уль-Хак объявил о проведении парламентских выборов и отмене военного положения в марте 1985 года.
- 18 августа — на побережье Техаса обрушился ураган «Алисия», погибло 22 человека, нанесён ущерб в 3,8 млрд долларов (в ценах 2005 года).
- 20 августа — президент США Р. Рейган ввёл запрет на поставки в СССР оборудования для строительства трубопроводов.
- 21 августа — в аэропорту Манилы убит лидер филиппинской оппозиции Бенигно Акино, только что вернувшийся из эмиграции.
- 27 августа
  - На парламентских выборах в Нигерии правящая Национальная партия получила 306 из 450 мест в Палате представителей. Ранее, 20 августа, она выиграла 60 из 96 мест на выборах в Сенат.
  - Состоялся «марш на Вашингтон» — массовая манифестация под лозунгом «Работы, мира, свободы!», в которой приняли участие около 400 тыс. человек, прибывших из всех штатов США. Демонстрация была приурочена к 20-летию «марша на Вашингтон», проведённого в 1963 году под руководством Мартина Лютера Кинга[15].
- 28 августа
  - Израильский премьер-министр Менахем Бегин объявил о своём намерении уйти в отставку. 15 сентября, новым премьер-министром страны стал Ицхак Шамир.
  - На парламентских выборах на Мадагаскаре правящая партия АРЕМА получила 65,3 % голосов и 117 из 137 мест в парламенте.
  - Студенческие волнения в Судане. Закрыты все учебные заведения Хартума.
- 29 августа — президентом Кении переизбран Дэниэл арап Мои.
- 30 августа
  - 8-й полёт (STS-8) по программе Спейс Шаттл. 3-й полёт шаттла Челленджер. Экипаж — Ричард Трули (первый в мире шестой космический полёт), Дэниел Бранденстайн, Дейл Гарднер, Гайон Блуфорд (первый афроамериканец в космосе), Уильям Торнтон. Посадка — 5 сентября.
  - Катастрофа Ту-134 под Алма-Атой. Погибли все 90 человек, находившиеся на борту.

### Сентябрь

Флаг государства Сент-Китс и Невис

Официальная эмблема проекта GNU

- 1 сентября — южнокорейский пассажирский самолёт Boeing 747 сбит советским истребителем над Сахалином. Погибло 269 пассажиров и члены экипажа.
- 8 сентября
  - В Судане пересмотрен уголовный кодекс, в него внесены нормы шариата. В стране запрещены азартные игры и алкогольные напитки.
  - В Афинах подписано новое греко-американское соглашение об использовании США военных баз на территории Греции. Соглашение предусматривало, что в 1988 году начнётся и не позднее чем через 17 месяцев после этого закончится вывод из Греции военных баз США.
- 17 сентября — Ванесса Уильямс стала первой «мисс Америка» афроамериканского происхождения.
- 19 сентября — провозглашена независимость Сент-Китса и Невиса. Первым премьер-министром страны стал Кеннеди Симмондс.
- 23 сентября
  - В ОАЭ в результате взрыва бомбы в багажном отсеке разбился пассажирский Boeing 737, погибло 117 человек.
  - Вспышка насилия в Новой Каледонии между аборигенами-канаками и французскими переселенцами. В этих условиях французское правительство отказалось предоставить стране независимость.
  - 158-м членом ООН стала Федерация Сент-Китс и Невис[16].
- 25 сентября — побег из британской тюрьмы Мэйз. 38 заключённых боевиков ИРА, вооружённые шестью обрезами, захватили тюремный грузовик и бежали из тюрьмы. Крупнейший побег из тюрьмы в истории Британии.
- 26 сентября
  - Авария на старте космического корабля Союз Т-10-1. Задействована система аварийного спасения, отстрелившая спускаемый аппарат. Экипаж в составе (В. Г. Титова и Г. М. Стрекалова) не пострадал. Разрушена ракета-носитель и серьёзно повреждена стартовая площадка.
  - Подполковник вооружённых сил СССР Станислав Петров предотвратил ядерную войну, когда из-за сбоя в системе предупреждения о ракетном нападении поступило ложное сообщение о ракетной атаке со стороны США.
  - В условиях однопартийности в Кении прошли досрочные парламентские выборы, все места в парламенте получил правящий Национальный союз африканцев Кении (КАНУ).
- 30 сентября — на Мальдивах прошли безальтернативные президентские выборы президента М. А. Гаюма.

### Октябрь
- 4 октября — Ричард Нобл установил новый рекорд скорости для наземного управляемого транспортного средства, развив скорость 1019,47 км/ч на автомобиле Thrust2 в пустыне Блэк-Рок, штат Невада, США.
- 6 октября — в качестве ответной меры на рост беспорядков в Пенджабе индийское правительство ввело прямое правление в этом штате[источник не указан 2908 дней].
- 9 октября — в Рангуне (Бирма) в результате покушения на президента Южной Кореи Чон Ду Хвана погиб министр иностранных дел Ли Бом Сок[англ.] и ещё 21 человек.
- 10 октября — новым премьер-министром Израиля стал Ицхак Шамир.
- 12 октября
  - Бывший премьер-министр Японии Какуэй Танака признан виновным в получении 2 млн долларов как взятки от корпорации «Локхид» и приговорён к четырём годам тюрьмы.
  - Руководство Коммунистической партии Китая начинает самую большую чистку партийных рядов со времён «культурной революции». Должны быть рассмотрены личные дела 40 миллионов членов партии.
  - На Гренаде отстранён от власти и снят со всех постов премьер-министр страны Морис Бишоп. 19 октября он и семь его ближайших соратников были расстреляны.
- 21 октября — за эталон метра принято расстояние, которое проходит свет в вакууме за промежуток времени, равный 1/299792458 секунды.
- 22 октября — народная[нем.] демонстрация[нем.] в ФРГ за ядерное разоружение[17].
- 23 октября
  - В результате терактов против казарм американского и французского миротворческих контингентов в Бейруте (Ливан) погибли около 300 человек.
  - На парламентских выборах в Швейцарии Свободная демократическая партия получила 23,3 % и 54 из 200 мест в парламенте, социал-демократы — 22,8 % и 47 мест, христианские демократы — 20,2 % и 42 места.
- 25 октября
  - Вооружённые силы США вторглись на остров Гренада[18].
  - Первый релиз текстового редактора Microsoft Word.
- 27 октября
  - На всеобщих безальтернативных выборах в Замбии действующий президент Кеннет Каунда получил 95,4 % голосов, а Объединённая партия национальной независимости — 125 из 136 мест в парламенте.
  - Папа римский Иоанн Павел II посетил в тюрьме террориста Мехмета Али Агджу, который покушался на его жизнь. Папа сообщил, что после беседы простил его.
- 29 октября — в Гааге состоялась крупнейшая в истории Нидерландов общенациональная антиракетная манифестация, в которой участвовало 550 тысяч человек[источник не указан 2908 дней].
- 30 октября — после семи лет военного правления прошли первые демократические всеобщие выборы в Аргентине. Президентом избран кандидат от партии Гражданский радикальный союз Рауль Альфонсин, его партия получила 48 % голосов и 129 из 254 мест в палате депутатов.

### Ноябрь
- 2 ноября
  - В США учреждён новый праздник — «День Мартина Лютера Кинга», он отмечается в третий понедельник января.
  - Начало крупномасштабных учений НАТО «Able Archer 83», которые чуть было не были приняты в СССР за начало ядерной войны. Это последняя ядерная паника времён холодной войны.
- 5 ноября — инцидент с водолазным колоколом у побережья Норвегии. Пять водолазов погибли, один сильно пострадал из-за декомпрессии.
- 6 ноября — на всеобщих выборах в Турции победила Партия Отечества, получившая 45,1 % и 211 из 400 мест в парламенте.
- 8 ноября — Катастрофа Boeing 737 в Лубанго (Ангола).
- 9 ноября — министр иностранных дел КНР объявил о намерении китайского руководства в одностороннем порядке объявить о воссоединении с Гонконгом в сентябре 1984 года в том случае, если не будет достигнуто соглашение по этому вопросу с Великобританией.
- 13 ноября — первые американские крылатые ракеты прибыли на авиабазу Greenham Common в Великобритании, несмотря на многочисленные протесты борцов за мир.
- 15 ноября — турецкая часть Кипра объявила независимость, провозгласив Турецкую Республику Северного Кипра. Совет Безопасности ООН 18 ноября потребовал отмены этого решения.
- 17 ноября — в Мексике создана Сапатистская армия национального освобождения.
- 18 ноября — безуспешная попытка захвата самолёта в Грузинской ССР, несколько человек погибло и было ранено.
- 22 ноября — бундестаг ФРГ проголосовал за размещение в стране ракет «Першинг-2».
- 23 ноября — после начала размещения американских ракет в Европе представители СССР покинули переговоры по ограничению вооружений, проходившие в Женеве. 24 ноября Ю. В. Андропов объявил об увеличении числа ракет, размещённых на советских подводных лодках, которые нацелены на США.
- 26 ноября — в Лондоне из хранилища аэропорта Хитроу было похищено 6800 золотых слитков, стоимостью около 26 000 000 фунтов стерлингов. Впоследствии была возвращена только часть золота, и только 2 человека были осуждены за это преступление.
- 27 ноября — колумбийский самолёт разбился около Мадрида (Испания); погиб 181 человек из 192 находившихся на борту. Крупнейшая катастрофа в истории авиации Колумбии.
- 28 ноября — 9-й полёт (STS-9) по программе «Спейс Шаттл». 6-й полёт шаттла «Колумбия». Экипаж — Джон Янг (первый в мире шестой космический полёт), Брюстер Шоу, Оуэн Гэрриот, Роберт Паркер, Ульф Мербольд (ФРГ) и Байрон Лихтенберг. Посадка — 8 декабря.
- 30 ноября — новым премьер-министром Марокко назначен Мохаммед Карим Ламрани.

### Декабрь
- 4 декабря — на всеобщих выборах в Венесуэле победили Хайме Лусинчи, избранный президентом и получивший 56,7 % голосов и партия Демократическое действие получившая 49,9 % и 113 из 200 мест в конгрессе.
- 6 декабря — в Турции распущен Совет национальной безопасности, что означало окончание трёхлетнего военного правления в этой стране.
- 7 декабря — в мадридском аэропорту Барахас произошло столкновение самолётов Boeing 727 и McDonnell Douglas DC-9, погибли 93 человека.
- 10 декабря — завершение военного правления в Аргентине, президентскую присягу принял демократически избранный президент Рауль Альфонсин.
- 11 декабря — в финале Межконтинентального кубка мира по футболу ФК Гремио (Бразилия) победил ФК Гамбург (ФРГ) со счётом 2-1.
- 13 декабря
  - Премьер-министром Турции стал лидер Партии Отечества Тургут Озал.
  - В Лиссабоне подписано соглашение между США и Португалией, согласно которому США получали право пользоваться авиабазой Лажиш на Азорских островах до 1991 года в обмен на предоставление Португалии финансовой помощи в размере 1 млрд 325 млн долларов.
- 15 декабря — на досрочных выборах на Ямайке в условиях бойкота оппозиционной Народной национальной партии при явке 2,7 % все 60 мест в парламенте получила правящая Лейбористская партия.
- 17 декабря
  - Во время пожара на дискотеке в Мадриде погибло 83 человека.
  - «Временная ИРА» взорвала автомобиль возле универсама Хэрродс в Лондоне, погибло 6 человек, 90 — ранено.
- 18 декабря — на досрочных парламентских выборах в Японии правящая либерально-демократическая партия получила 45,8 % голосов и 250 из 511 мест в Палате представителей.
- 19 декабря — на безальтернативных президентских выборах в Руанде победил действующий президент Жювеналь Хабьяримана. 26 декабря прошли также безальтернативные парламентские выборы (все места в парламенте получило правящее Национальное революционное движение за развитие).
- 20 декабря — Ясир Арафат и около 4000 его сторонников покинули территорию Ливана.
- 24 декабря — Катастрофа Ан-24 в Архангельской области, погибли 44 человека.
- 25 декабря — Египет и Иордания подписали соглашение о восстановлении экономических отношений.
- 26-27 декабря — в переданном участникам декабрьского пленума ЦК КПСС тексте своего выступления Генеральный секретарь ЦК КПСС Ю. В. Андропов назвал основные направления программы комплексного совершенствования всего механизма управления народным хозяйством
- 31 декабря
  - Два взрыва бомб во Франции. Первый в парижском поезде убил трёх человек и ранил 19. Другой взрыв в Марселе убил двух и ранил 34.
  - В результате переворота, возглавляемого генерал-майором Мохаммаду Бухари, в Нигерии свергнуто гражданское правительство президента Шеху Шагари.

### Без точных дат
- Основана группа «Red Hot Chili Peppers». В январе 1983 года участники группы начали совместное выступление на сцене как коллектив под названием Tony Flow and the Miraculously Majestic Masters of Mayhem. Позднее, 25 марта 1983 года, группа переименована в «Red Hot Chili Peppers».
- Январь 1983 года — в СССР началась кампании по укреплению трудовой дисциплины.
- Почти одновременно и независимо друг от друга Люк Монтанье во Франции и Роберт Галло в США выделили вирус, вызывающий синдром приобретённого иммунодефицита (СПИД).
- Разработан протокол NetBIOS.
- Канада начала набор в собственный отряд астронавтов.

## Персоны года
Человек года по версии журнала Time — Рональд Рейган, президент США, Юрий Владимирович Андропов, Генеральный секретарь ЦК КПСС.

## Родились
См. также: Категория:Родившиеся в 1983 году

### Январь
- 7 января — Риофф Карма,японский рэпер
- 11 января
  - Кайса Мякяряйнен, финская биатлонистка.
  - Адриан Сутиль, немецкий автогонщик.
- 17 января — Альваро Арбелоа, испанский футболист.
- 21 января — Светлана Ходченкова, российская актриса
- 25 января — Дмитрий Шепелев, белорусский, украинский и российский теле- и радиоведущий, актёр, диджей.

### Февраль
- 2 февраля — Арсен Павлов (прозвище — «Моторола»), участник вооружённого конфликта на востоке Украины, командир противотанкового специального подразделения «Спарта» самопровозглашённой Донецкой Народной Республики (ум. 2016).
- 4 февраля — Александра Урсуляк, российская актриса театра и кино.
- 21 февраля
  - Мелани Лоран, французская актриса, режиссёр.
  - Лусинэ «Лу» Геворкян, российская певица и автор песен, вокалистка рок-групп «Tracktor Bowling» (c 2004 года) и «Louna» (с 2008 года).
- 23 февраля — Эмили Блант, британская актриса
- 24 февраля
  - Сурья Шехар Гангули, индийский шахматист, гроссмейстер (с 2003).
  - Александр Гудков, российский телеведущий, шоумен и сценарист.
  - Саманта Ричардс, австралийская баскетболистка, олимпийская медалистка, чемпионка мира.
  - Софи Ховард, английская гламурная модель.
- 27 февраля — Кейт Мара, американская актриса.
- 28 февраля — Тимофей Скоренко, современный российский писатель, поэт, автор-исполнитель и журналист.

### Март
- 3 марта — Даниэль Карвальо, бразильский футболист.
- 9 марта — Карина Разумовская, российская актриса театра и кино.
- 18 марта — Иван Колесников, российский актёр театра и кино.
- 23 марта — Мохаммед Фарах, британский легкоатлет сомалийского происхождения, бегун на средние и длинные дистанции.
- 24 марта — Алексей Архипов, российский футболист, полузащитник.
- 27 марта — Василий Кошечкин, российский хоккеист, вратарь

### Апрель
- 1 апреля — Сергей Лазарев, российский певец.
- 3 апреля — Константин Гольденцвайг, российский журналист.
- 6 апреля — Диора Бэрд, американская актриса и бывшая модель бренда Guess.
- 7 апреля
  - Франк Рибери, французский футболист, Полузащитник.
  - Евгений Кошевой, украинский актёр кино, телевидения и озвучания, шоумен, телеведущий.
- 12 апреля — Елена Докич, австралийская профессиональная теннисистка сербского происхождения.
- 13 апреля — Клаудиу Браво, чилийский футболист, капитан сборной Чили.
- 15 апреля — Илья Ковальчук, российский хоккеист, нападающий.
- 18 апреля — Рив Карни, американский актёр («Страшные сказки (телесериал)»).
- 20 апреля — Миранда Керр, австралийская супермодель.
- 23 апреля — Даниэла Гантухова, словацкая профессиональная теннисистка.
- 30 апреля — Евгений Коротышкин, российский пловец.

### Май
- 1 мая — Ален Бернар, французский пловец.
- 2 мая
  - Тина Мазе, словенская горнолыжница.
  - Кристина Коц-Готлиб, украинская модель и певица, бывшая участница женской поп-группы ВИА Гра, обладательница титула «Мисс Украина Вселенная 2009».
- 4 мая — Михаэль Рёш, немецкий биатлонист.
- 12 мая — Алина Кабаева, российская спортсменка (художественная гимнастика).
- 13 мая — Грегори Лемаршаль, французский певец.

### Июнь
- 2 июня — Юлия Снигирь, российская актриса.
- 4 июня — Эммануэль Эбуэ, ивуарийский футболист.
- 5 июня — Чжэн Цзе, китайская профессиональная теннисистка.
- 8 июня — Ким Клейстерс, бельгийская профессиональная теннисистка, бывшая первая ракетка мира в одиночном разряде.
- 9 июня
  - Марина Лизоркина, бывшая солистка группы «Serebro».
  - Алектра Блу, американская киноактриса.
- 10 июня
  - Лили Собески, американская актриса.
  - МакSим (Марина Абросимова), российская эстрадная поп-певица.
- 11 июня
  - Екатерина Юрьева, российская биатлонистка.
  - Юрий Аникеев, украинский спортсмен (русские и международные шашки), чемпион мира по шашкам-64.
- 21 июня — Эдвард Сноуден, американский технический специалист и спецагент, бывший сотрудник ЦРУ и АНБ США.
- 22 июня — Дианна Стеллато-Дудек, канадская, ранее американская фигуристка, выступающая в одиночном и парном катании. Чемпионка мира и четырёх континентов (2024).
- 27 июня — Алсу, российская эстрадная поп-певица.
- 30 июня — Шерил Коул, британская певица, автор песен, танцовщица, актриса, модель.

### Июль
- 2 июля
  - Наталья Рудова, российская актриса театра и кино.
  - Александр Голубев, российский актёр театра и кино.
- 11 июля — Мари Сернехольт, шведская певица и модель.
- 12 июля — Юлия Михалкова, российская актриса и телеведущая.
- 13 июля — Анна Снаткина, российская актриса театра и кино, певица.
- 19 июля — Александр Сахаров, российский саунд-продюсер, автор текстов, композитор и аранжировщик.
- 22 июля — Децл, российский рэп-исполнитель. (ум. в 2019)
- 23 июля — Аарон Пирсол, американский пловец на спине.
- 26 июля
  - Виктория Лопырёва, российская модель и телеведущая.
  - Зара, российская певица и актриса. Заслуженная артистка Российской Федерации (2016).

### Август
- 6 августа — Робин ван Перси, нидерландский футболист, нападающий.
- 11 августа
  - Крис Хемсворт, австралийский актёр.
  - Марина Ким, российская телеведущая, журналист, актриса.
- 12 августа
  - Клас-Ян Хунтелар, нидерландский футболист, нападающий.
  - Мерьем Узерли, турецко-немецкая актриса и модель.
- 14 августа — Мила Кунис, американская актриса.
- 15 августа — Тимати, российский исполнитель, музыкальный продюсер, актёр и предприниматель.
- 20 августа — Юрий Жирков, российский футболист.
- 22 августа — Евгений Поддубный, российский военный журналист, автор документальных фильмов и специальных репортажей. Специальный корреспондент ВГТРК, автор и ведущий программы «Война» телеканала «Россия-24».
- 27 августа — Джамала, украинская певица и актриса крымскотатарского происхождения, народная артистка Украины.
- 30 августа — Джим Миллер, американский боец смешанных боевых искусств.

### Сентябрь
- 1 сентября — Дарья Мороз, российская актриса театра и кино. Заслуженная артистка России (2015). Двукратная лауреатка премии Ника (2009, 2015).
- 3 сентября — Джордан Террелл, участник рэпкор-группы Hollywood Undead и кавер-группы Han Cholo.
- 6 сентября — Пиппа Миддлтон, британская светская львица, младшая сестра Кэтрин, герцогини Кембриджской.
- 14 сентября — Эми Уайнхаус, британская певица и автор песен (ум. в 2011).
- 16 сентября
  - Кирсти Ковентри, зимбабвийская пловчиха.
  - Мишель Ломбардо, американская актриса и модель смешанного итальяно-ирландского происхождения.
- 26 сентября — Рикарду Куарежма, португальский футболист.

### Октябрь
- 1 октября — Мирко Вучинич, черногорский футболист.
- 3 октября — Тесса Томпсон, американская актриса.
- 4 октября — Ольга Филимонова, российская актриса театра и кино.
- 17 октября
  - Фелисити Джонс, британская актриса.
  - Иван Саенко, российский футболист.
- 19 октября — Владимир Габулов, российский футболист, вратарь.
- 26 октября — Дмитрий Сычёв, российский футболист, нападающий.
- 30 октября — Меседа Багаудинова, российская певица, бывшая участница украинской женской группы «ВИА Гра».

### Ноябрь
- 8 ноября — Павел Погребняк, российский футболист, нападающий.
- 9 ноября — Глафира Тарханова, российская актриса кино и театра.
- 11 ноября — Филипп Лам, немецкий футболист.
- 16 ноября — Бритта Штеффен, немецкая пловчиха;
- 24 ноября — Светлана Светикова, российская эстрадная певица, актриса, артистка мюзиклов;
- 15 ноября
  - Антон Колесников, российский актёр дубляжа и озвучивания, звезда киножурнала «Ералаш»;
  - Йон Хейтинга, голландский спортсмен (футбол), бывший защитник ФК «Аякс» и сб. Нидерландов;
- 20 ноября — Хома, Михаил Степанович, украинский актёр и певец, фронтмен группы «DZIDZIO».
- 24 ноября — Алексей Стукалов, российский футбольный тренер.
- 28 ноября — Анна Горшкова, российская актриса и фотомодель.

### Декабрь
- 13 декабря — Марина Девятова, российская певица, исполнительница народных песен, лауреат международных фестивалей и конкурсов.
- 17 декабря
  - Чиди Одиа, нигерийский футболист, защитник.
  - Себастьен Ожье, французский раллийный автогонщик.
- 20 декабря — Джона Хилл, актёр, сценарист, кинопродюсер.
- 22 декабря — Дженнифер Хоукинс, австралийская модель и телевизионная ведущая, более известна как «Мисс Вселенная-2004».

## Скончались
См. также: Категория:Умершие в 1983 году
- 6 января — Клавдий Птица, советский хоровой дирижёр, хормейстер, педагог, народный артист СССР (род. 1911).
- 11 января
  - Тихон Киселёв, советский государственный и партийный деятель, Первый секретарь ЦК КП Белорусской ССР (род. 1917).
  - Николай Подгорный, советский государственный и партийный деятель, председатель Президиума Верховного Совета СССР в 1965—1977 (род. 1906).
  - Григорий Рошаль, советский режиссёр театра и кино, сценарист, педагог, народный артист СССР (род. 1899).
- 18 января — Артуро Умберто Ильиа, президент Аргентины в 1963—1966 (род. 1900).
- 20 января — Гарринча, бразильский футболист, нападающий, двукратный чемпион мира (род. 1933).
- 27 января
  - Жорж Бидо, французский политик, бывший премьер-министр (род. 1899).
  - Луи де Фюнес, французский киноактёр (род. 1914).
- 30 января — Мак Рейнольдс, американский писатель-фантаст (род. 1917).
- 8 февраля — Юрий Силантьев, советский дирижёр, композитор, народный артист СССР (род. 1919).
- 20 февраля — Владимир Роговой, советский кинорежиссёр (род. 1923).
- 24 февраля — Александр Крон, советский писатель и драматург, (род. 1909).
- 25 февраля — Теннесси Уильямс, американский драматург (род. 1911).
- 1 марта — Артур Кёстлер, британский писатель (род. 1905).
- 6 марта — Михаил Канеев, советский живописец и педагог (род. 1923).
- 18 марта — Умберто II, последний король Италии (род. 1904).
- 20 марта
  - Мария Бабанова, советская актриса театра и кино, педагог, народная артистка СССР (род. 1900).
  - Иван Виноградов, советский математик, академик АН СССР, дважды Герой Социалистического Труда, лауреат Ленинской премии (род. 1891).
  - Георгий Светлани, советский актёр кино и эстрады (род. 1895).
- 29 марта
  - Александр Каверзнев, советский журналист-международник, политический обозреватель Центрального телевидения и радио (род. 1932).
  - Михаил Копейкин, советский живописец, график и педагог (род. 1905).
- 31 марта — Михаил Румянцев, Карандаш, советский клоун (род. 1901).
- 6 апреля — Николай Бабасюк, советский живописец и педагог (род. в 1914).
- 10 апреля — Порфирий Иванов, народный целитель (род. 1898).
- 21 апреля — Степан Красовский, советский военачальник, маршал авиации, Герой Советского Союза (род. 1897).
- 27 апреля — Юрий Тулин, советский живописец, график (род. 1921).
- 29 апреля — Анатолий Ляпидевский, советский лётчик, первый Герой Советского Союза (род. 1908).
- 30 апреля — Джордж Баланчин, американский хореограф (род. 1904).
- 4 мая — Фёдор Абрамов, русский советский писатель (род. 1920).
- 25 мая — Индрис I, бывший король Ливии (род. 1890).
- 27 мая — Лилита Берзиня, советская латышская актриса, народная артистка СССР, Герой Социалистического Труда (род. 1903).
- 29 мая — Арвид Пельше, советский политический деятель (род. 1899).
- 3 июня — Анна Зегерс, немецкая писательница (род. 1900).
- 4 июня — Виктор Литвинов, советский государственный деятель, организатор авиационной промышленности, дважды Герой Социалистического Труда (род. 1910).
- 10 июня — Андрей Попов, советский актёр театра и кино, театральный режиссёр, народный артист СССР (род. 1918).
- 12 июня — Александр Алов, советский кинорежиссёр (род. 1923).
- 14 июня — Алексей Сурков, русский советский поэт, общественный деятель, военный корреспондент, Герой Социалистического труда (род. 1899).
- 23 июня — Освальдо Дортикос Торрадо, президент Кубы в 1959—1976 годах (род. 1919).
- 1 июля — Ричард Фуллер, американский архитектор, дизайнер, инженер, изобретатель (род. 1895).
- 7 июля — Александр Фу, гонконгский актёр и режиссёр, звезда фильмов боевых искусств (род. 1954).
- 16 июля — Мишель Мичомберо, первый президент Бурунди в 1966—1976 года
- 29 июля — Луис Бунюэль, испанский кинорежиссёр (род. 1900).
- 4 августа — Юрий Левитан, советский диктор (род. 1914).
- 8 сентября
  - Ричард Викторов, советский кинорежиссёр, лауреат Государственный премий СССР и РСФСР (род. 1929).
  - Ибрахим Аббуд, первый президент Судана (1958—1964) (род. 1901).
- 10 сентября — Балтазар Форстер, премьер-министр ЮАР в 1966—1978, президент в 1978—1979 годах (род. 1915).
- 25 сентября — Леопольд III, бывший король Бельгии (род. 1901).
- 27 сентября — Михаил Стельмах, советский украинский писатель и драматург, лауреат Ленинской премии, Герой Социалистического Труда (род. 1912).
- 30 сентября — Пётр Зайончковский, советский историк (род. 1904).
- 17 октября — Илья Лавров, русский советский писатель (род. 1917).
- 19 октября — Морис Руперт Бишоп, государственный и политический деятель Гренады, премьер-министр в 1979—1983, убит при исполнении.
- 31 октября — Шараф Рашидов, советский государственный деятель, Первый секретарь ЦК КП Узбекской ССР (род. 1917).
- 11 ноября — Арно Бабаджанян — советский композитор, народный артист СССР (род. 1921).
- 12 ноября — Александр Сахаровский, начальник советской разведывательной службы в 1955—1971 годах, генерал-полковник (род. 1909).
- 16 ноября — Самуил Невельштейн, советский живописец, график и педагог (род. 1903).
- 25 ноября — Константин Градополов, советский спортсмен и киноактёр, заслуженный мастер спорта СССР, заслуженный тренер СССР, заслуженный работник культуры РСФСР, судья всесоюзной категории (род. 1903/1904).
- 27 ноября — Семён Игнатьев, советский государственный и политический деятель, министр государственной безопасности СССР в 1951—1953 (род. 1904).
- 13 декабря
  - Феликс Яворский, советский актёр (род. 1932).
  - Мэри Рено, английская писательница, автор романов о Древней Греции (род. 1905).
- 16 декабря — Григорий Александров, советский кинорежиссёр, Герой Социалистического Труда, народный артист СССР, лауреат двух Сталинских премий I степени (род. 1903).
- 20 декабря — Павел Вежинов, болгарский писатель и драматург (род. 1914).
- 28 декабря — Михаил Болдуман, советский актёр, народный артист СССР, лауреат трёх Сталинских премий I степени (род. 1898).
- 30 декабря — Юрий Постников, русский советский детский писатель (род. 1927).

## Нобелевские премии
- Физика — Субраманьян Чандрасекар — «За теоретические исследования физических процессов, играющих важную роль в строении и эволюции звёзд», Уильям Альфред Фаулер — «За теоретическое и экспериментальное исследование ядерных реакций, имеющих важное значение для образования химических элементов Вселенной».
- Химия — Генри Таубе — «За изучение механизмов реакций с переносом электрона, особенно комплексов металлов».
- Медицина и физиология — Барбара Мак-Клинток — «За открытие транспозирующих генетических систем».
- Экономика — Жерар Дебрё — «За вклад в наше понимание теории общего равновесия и условий, при которых общее равновесие существует в некоторой абстрактной экономике».
- Литература — Уильям Голдинг — «За романы, в которых обращается к сущности человеческой природы и проблеме зла, все они объединены идеей борьбы за выживание».
- Премия мира — Лех Валенса — «Как борец за права человека».